# Kurt Lindlgruber
Kurt Lindlgruber (Steyr, 1 de noviembre de 1934) es un deportista austríaco que compitió en piragüismo en la modalidad de aguas tranquilas. Ganó una medalla de plata en el Campeonato Mundial de Piragüismo de 1966, y una medalla de bronce en el Campeonato Europeo de Piragüismo de 1967.
Participó en dos Juegos Olímpicos de Verano en los años 1964 y 1968, su mejor actuación fue un séptimo puesto logrado en México 1968 en la prueba de K4 1000 m.

## Palmarés internacional
| Campeonato Mundial | Campeonato Mundial    | Campeonato Mundial | Campeonato Mundial |
| Año                | Lugar                 | Medalla            | Evento             |
| ------------------ | --------------------- | ------------------ | ------------------ |
| 1966               | Berlín Oriental (RDA) | Medalla de plata   | K4 1000 m          |
| Campeonato Europeo |                       |                    |                    |
| Año                | Lugar                 | Medalla            | Evento             |
| 1967               | Duisburgo (RFA)       | Medalla de bronce  | K4 10 000 m        |